# 아리야 (배우)
아리야(Arya, 1980년 12월 11일 ~ )는 인도의 배우이다.